# ジョン・モワザン

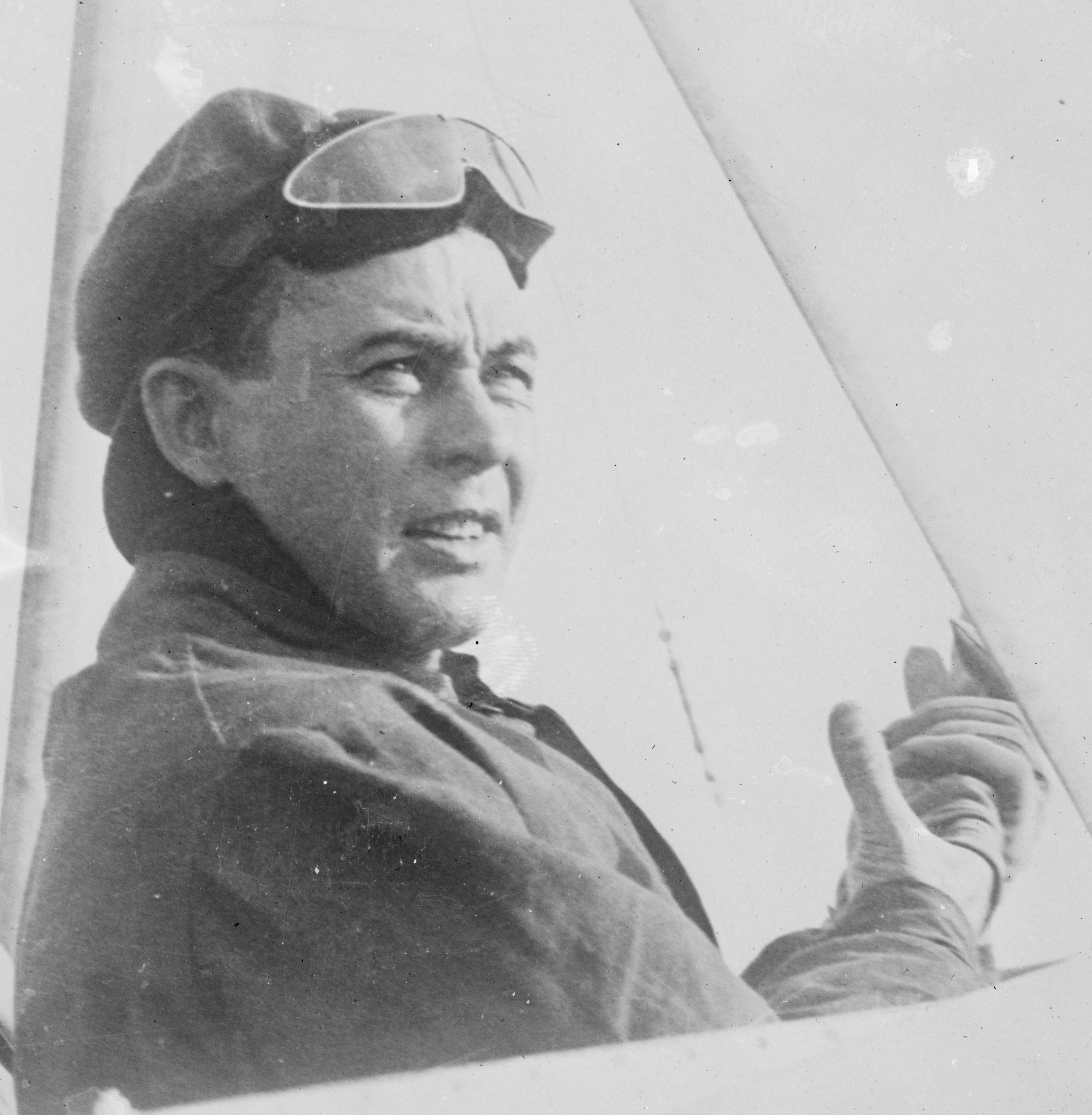
Moisant

ジョン・モワザン（John Bevins Moisant、1868年4月25日 - 1910年12月31日）は、アメリカ合衆国のパイロットである。
イリノイ州のカンカキーにフランス系カナダ人移民の両親のもとに生まれた。1880年に家族はイリノイ州のマンテノで農業を営み、兄弟のうち姉のマチルダは、アメリカで2番目のパイロット・ライセンスを得た女性であり、弟のアルフレッドもパイロットになった。
モアザン兄弟は1896年にエル・サルバドルに移って、サトウキビ農園を購入し、財をなした。1909年、ニカラグアの大統領 Jose Santos Zelayaに頼まれてフランスで航空の調査を行うことになった。Reimsの航空ショーを見学し、ルイ・ブレリオからパイロットの訓練を受けた。多くの航空レースや競技会に参加して、好成績をあげた。1909年にアルミニウム製の実験機を設計製作し、飛行した。
1910年8月23日、メカニックのアルベール・フィリュー(Albert Fileux)と猫のマドモアゼル・フィフィを同乗させて、ドーバー海峡を横断した。弟のアルフレッド・モアザンとともに、アメリカ合衆国を巡業する航空サーカス団、Moisant International Aviatorsを結成した。ニューヨークのベルモント・パークで行われた航空ショーでブレリオ機で、16km先の気球まで38分で飛ぶ飛行を行い、1910年10月30日にイギリスの飛行家クロード・グラハム＝ホワイトと自由の女神像の周りを回るレースを競った。
1910年12月30日、ルイジアナ州ニューオリンズで、自動車（パッカード）と8kmの距離で競争を行ったが敗れた。12月31日、ニューオリンズ郊外のケナーで着陸の前に強風にあい、シートベルトをつけていなかったジョンは機体から投げ出されて、落下し死亡した。ブレリオ機は燃料を多く積んだときに馬力不足で、ノーズ・ヘビーの傾向があった。
ニューオリンズの国際空港は後に、ルイ・アームストロング・ニューオーリンズ国際空港と改名されたが、当初モワザン飛行場と命名されていた。"Moisant Stock Yards"の略称から"MSY"とされた空港コードは現在も使われている。